# Distribuția binomială
În teoria probabilităților și statistică distribuția binomială este o distribuție de probabilitate discretă reprezentând numărul de succese intr-o secvență de n încercări Bernoulli (experimente da/nu) cu probabilitate de succes p.

## Exemple
La aruncarea unui zar de 10 ori, numărul de apariții a feței cu numărul 6, urmează o distribuție binomială.
Daca bruneții reprezintă 40% din populația unei tări, numărul de persoane brunete intr-un grup aleator de 100 de persoane are o distribuție binomială
Presupunem că la aruncare unei monede părtinitoare iese cap cu probabilitate de 0.3. Care este probabilitate de a obține de 0, 1, 2, ..., 6 ori cap din șase aruncări?
{\displaystyle Pr(0\ cap)=f(0)=Pr(X=0)={\binom {6}{0}}0.3^{0}(1-0.3)^{6-0}=0.117649}
{\displaystyle Pr(1\ cap)=f(1)=Pr(X=1)={\binom {6}{1}}0.3^{1}(1-0.3)^{6-1}=0.302526}
{\displaystyle Pr(2\ cap)=f(2)=Pr(X=2)={\binom {6}{2}}0.3^{2}(1-0.3)^{6-2}=0.324135}
{\displaystyle Pr(3\ cap)=f(3)=Pr(X=3)={\binom {6}{3}}0.3^{3}(1-0.3)^{6-3}=0.18522}
{\displaystyle Pr(4\ cap)=f(4)=Pr(X=4)={\binom {6}{4}}0.3^{4}(1-0.3)^{6-4}=0.059535}
{\displaystyle Pr(5\ cap)=f(5)=Pr(X=5)={\binom {6}{5}}0.3^{5}(1-0.3)^{6-5}=0.010206}
{\displaystyle Pr(6\ cap)=f(6)=Pr(X=6)={\binom {6}{6}}0.3^{6}(1-0.3)^{6-6}=0.000729}

## Caracteristici

### Funcția de distribuție
Daca variabila X urmează o distribuție binomială cu parametri n si p, X ~ B(n, p), probabilitatea obținerii a k succese in n incercări este dată de funcția de distributie:
{\displaystyle \Pr(K=k)=f(k;n,p)={n \choose k}p^{k}(1-p)^{n-k}}
pentru k = 0, 1, 2, ..., n unde :{\displaystyle {n \choose k}={\frac {n!}{k!(n-k)!}}} este coeficientul binomial, de unde vine și numele distribuției. Interpretarea formulei este următoarea: k succese apar cu probabilitate pk și n − k insuccese apar cu probabilitatea (1 − p)n − k . Cele k succese pot apărea oriunde printre cele n încercări, existând astfel {\displaystyle {\binom {n}{k}}} moduri diferite de a distribui cele k succese într-o serie de n încercări. 

### Funcția cumulativă
Funcția cumulativă poate fi calculată ca:
{\displaystyle F(x;n,p)=\Pr(X\leq x)=\sum _{i=0}^{x}{n \choose i}p^{i}(1-p)^{n-i}.}
unde x un număr intreg mai mic ca n.

### Indicatori fundamentali
- medie: np
- mediana: partea întreagă a np
- abaterea standard: {\displaystyle {\sqrt {np(1-p)}}}